# Bettembourg (kommun)
Kommunen Bettembourg (franska: Commune de Bettembourg, luxemburgiska: Gemeng Beetebuerg, tyska: Gemeinde Bettemburg) är en kommun i kantonen Esch-sur-Alzette i södra Luxemburg. Kommunen har 11 405 invånare (2022), på en yta av 21,49 km². Den utgörs av huvudorten Bettembourg samt orterna Fennange, Huncherange och Noertzange.